# Laminci Dubrave
Laminci Dubrave är ett samhälle i Bosnien och Hercegovina.   Det ligger i entiteten Republika Srpska, i den norra delen av landet, 160 km nordväst om huvudstaden Sarajevo. Laminci Dubrave ligger 89 meter över havet och antalet invånare är 455.
Terrängen runt Laminci Dubrave är mycket platt. Närmaste större samhälle är Bosanska Gradiška, 10,4 km nordväst om Laminci Dubrave. 
Omgivningarna runt Laminci Dubrave är en mosaik av jordbruksmark och naturlig växtlighet. Runt Laminci Dubrave är det ganska tätbefolkat, med 67 invånare per kvadratkilometer.